# Brzozowiec (Lublin)
Brzozowiec [pronunciación en polaco: /bʐɔˈzɔvjɛt͡s/] es un pueblo en el distrito administrativo de Gmina Dubienka, dentro del Distrito de Chełm, Voivodato de Lublin, en el este de Polonia, cercano a la frontera con Ucrania. Se encuentra aproximadamente 5 kilómetros al sudoeste de Dubienka, 30 kilómetros al sudeste de Chełm, y 94 kilómetros al este de la capital regional, Lublin.